# Joris Collet
Joris Collet (Antwerpen, 9 mei 1919 - aldaar, 23 april 1988) was een Vlaams hoorspelacteur.
Hij was onder andere te horen in De vertraagde film (Herman Teirlinck - Frans Roggen, 1967), Kaïn die van nergens kwam (Charles Pascarel - Jos Joos, 1970), Manipulatie (Rolf Schneider - Herman Niels, 1972) en Verloop van een ziekte (Klas Ewert Everwyn - Herman Niels, 1978). Collet was ook bekend van Het Radiocabaret met Joris Collet op zaterdagavond op Brussel Vlaams (NIR).
Op televisie was hij onder andere te zien in Willem van Oranje.
- Bibliothèque nationale de France: cb169453650 (data)
- Système universitaire de documentation: 196945887
- Virtual International Authority File: 314853694